# 뽕2014
"뽕2014"는 한국에서 제작된 공자관 감독의 2014년 드라마 영화이다. 김연수 등이 주연으로 출연하였고 공자관 등이 제작에 참여하였다.

## 출연

### 주연
- 김연수
- 김기천
- 이리나
- 주인철

### 조연
- 봉두개
- 차영옥
- 권범택
- 김연정
- 윤정열
- 이정길
- 김동수
- 곽한구

## 기타
- 프로듀서: 채길병
- 제작실장: 이효민
- 촬영부: 배원천
- 조명: 박찬윤
- 조명부: 조상원
- 조명부: 한규석
- 연출부: 김상호
- 연출부: 최성록
- 조감독: 김준식
- 동시녹음: 신동원
- 음향편집: 권소영
- 음향효과: 김희태
- 음향효과: 방승인
- 믹싱: 정희구
- 사운드: 김지은
- 음악지원: 최고은
- 음악지원: 람다
- 음악지원: 최민섭
- 분장-헤어: 박기태
- 의상: 김민주
- 의상: 정대규
- 디지털색보정: 김형희
- 캐스팅매니저: 박성희
- 동시팀: 유준상
- 분장-헤어팀: 김건영
- 분장-헤어팀: 정소희
- 분장-헤어팀: 신태희
- 카메라대여: 임재곤
- 차량대여: 안기성
- 차량대여: 김요한
- 통역: 백보라
- 촬영장소제공: 신영희
- 촬영장소제공: 이명훈
- 매니저부문: 김태현
- 매니저부문: 한상호
- 매니저부문: 김정섭
- 보조출연: 이옥희
- 보조출연: 문용승
- 보험: 류인종